# Jan Gassmann (Regisseur)
Jan Gassmann (* 28. September 1983 in Zürich) ist ein Schweizer Filmregisseur.

## Leben
Jan Gassmann sammelte 1999 bei der Fernsehsendung VideoGang auf Tele24 erste Erfahrungen im Filmemachen. Nach einem längeren Aufenthalt in Ecuador studierte er Dokumentarfilmregie und Fernsehpublizistik an der Hochschule für Fernsehen und Film München.
Sein erster Langfilm Chrigu startete 2007 auf der Berlinale. Dafür wurde er mit dem Berner und Zürcher Filmpreis, sowie dem Prix Walo ausgezeichnet. Sein erster langer Spielfilm Off Beat (2011) wurde weltweit auf Festivals gezeigt und kam in der Schweiz und in Deutschland ins Kino.
Seit 2010 lebt Gassmann in Zürich, wo er mit Julia Tal und Lisa Blatter die Produktionsfirma 2:1 Film gründete. Mit dieser Firma produzierte Gassmann unter anderem den Kinodokumentarfilm Karma Shadub, an dem er gemeinsam mit Ramòn Giger als Co-Regisseur und Editor beteiligt war.
Zusammen mit Michael Krummenacher entwickelte er die Idee zu Heimatland, einem kollektiven Spielfilm mit neun anderen Regisseuren über den fiktionalen Untergang der Schweiz. Der Film feierte 2015 seine Premiere im internationalen Wettbewerb des Filmfestivals Locarno, und wurde mit mehreren Preisen ausgezeichnet.
Sein nächster Kinodokumentarfilm Europe, She Loves wurde 2016 auf der Berlinale uraufgeführt. Im Film porträtiert Gassman Liebesbeziehungen von vier Paaren in Estland, Griechenland, Spanien und Irland.
2022 wurde er mit 99 Moons an die Filmfestspiele von Cannes in die Sektion ACID eingeladen. Der Spielfilm erzählt die Geschichte zweier junger Erwachsener, deren Anziehung sich zwischen Affäre und Beziehung bewegt, über eine längere Zeitspanne, genauer über 99 Mondzyklen. Die Hauptrollen wurden von einem Laiendarsteller und einer Laiendarstellerin verkörpert.
Anfangs 2024 erschien Les paradis de Diane, bei dem Gassmann gemeinsam mit seiner Partnerin Carmen Jaquier Regie geführt hat. Der Film erzählt die Geschichte einer Frau, die ihr Kind und dessen Vater nach der Entbindung verlässt. Im Rahmen der Recherche für den Film haben Gassmann und Jaquier mit über fünfzig Schwangeren und Wöchnerinnen Gespräche geführt. Sie hätten gemerkt, dass das Thema Mutterschaft von sehr vielen, sehr komplexen Gefühlen begleitet werden würde. Les paradis de Diane wird im Januar als Eröffnungsfilm an den Solothurner Filmtagen gezeigt; die internationale Premiere fand im Februar 2024 an der Berlinale in der Sektion Panoramas statt. Er wurde am Zürcher Filmpreis 2024 als bester Spielfilm ausgezeichnet.

## Filmografie
- 2007: Chrigu (Dokumentarfilm)
- 2011: Off Beat – Alles falsch, alles richtig (Spielfilm)
- 2013: Karma Shadub (Dokumentarfilm, Regie zusammen mit Ramon Giger)
- 2015: Heimatland (Spielfilm)
- 2016: Europe, She Loves (Dokumentarfilm)
- 2022: 99 Moons (Spielfilm)
- 2024: Les Paradis de Diane (Spielfilm, gemeinsam mit Carmen Jaquier)

## Auszeichnungen

### Chrigu
- 2008: Berner Filmpreis
- 2008: Zürcher Filmpreis
- 2008: Preis der Schweizer Filmkritik
- 2008: Prix Walo in der Kategorie Film[17]

### Off Beat
- 2011: Schweizer Filmpreis – "Nominierung Beste Kamera"

### Karma Shadub
- 2013: Hauptpreis am Visions du Réel

### Heimatland
- 2015: Berner Filmpreis – "Bester Spielfilm"
- 2015: Zürcher Filmpreis – "Bester Spielfilm"[18]
- 2016: Schweizer Filmpreis – "Nominierung Bester Spielfilm"
- 2016: Max Ophüls Preis – "Preis für den gesellschaftlich relevanten Film"

### Europe, She Loves
- 2015 Zürich Film Festival – IWC Filmmaker Award
- 2016: Schweizer Filmpreis – Nominierung "Bester Dokumentarfilm" und "Beste Kamera"[19]
- 2016: Zürcher Filmpreis – "Bester Dokumentarfilm" und "Beste Kamera"[20]
- 2016: DOK.Fest München – Dokumentarfilm Förderpreis
- 2016: Zurich Film Festival – Schweizer Förderpreis und Nomination "Goldenes Auge"
- 2016: DocsDF Mexiko – Jury Award

### 99 Moons
- 2023: Schweizer Filmpreis – Nominierung "Beste Hauptdarstellerin" und "Beste Kamera"

### Les Paradis de Diane
- 2024:  Zürcher Filmpreis – "Bester Spielfilm"